# سانگدانگ-گو
سانگدانگ-گو (به لاتین: Sangdang-gu) یک منطقهٔ مسکونی در کره جنوبی است که در چئونگ‌جو واقع شده‌است. سانگدانگ-گو ۴۰۴٫۴۴ کیلومتر مربع مساحت و ۱۸۰٬۲۷۲ نفر جمعیت دارد.